# Qaysarlı
Qaysarlı är en ort i Azerbajdzjan.   Den ligger i distriktet Qax Rayonu, i den nordvästra delen av landet, 270 km väster om huvudstaden Baku. Qaysarlı ligger 223 meter över havet och antalet invånare är 323.
Terrängen runt Qaysarlı är huvudsakligen platt, men söderut är den kuperad. Närmaste större samhälle är Qax, 14,9 km norr om Qaysarlı.
Trakten runt Qaysarlı består till största delen av jordbruksmark. Runt Qaysarlı är det ganska glesbefolkat, med 38 invånare per kvadratkilometer.